# Bainton (East Riding of Yorkshire)
Bainton – wieś w Anglii, w hrabstwie East Riding of Yorkshire. Leży 28 km na północny zachód od miasta Hull i 274 km na północ od Londynu. W 2001 miejscowość liczyła 282 mieszkańców.